# Konfederační pohár FIFA 2005 (soupisky)
Soupisky na Konfederační pohár FIFA 2005, který se hrál v Německu.
| Zlato               | Stříbro              | Bronz              |
| ------------------- | -------------------- | ------------------ |
| Brazílie • Soupiska | Argentina • Soupiska | Německo • Soupiska |

## Skupina A

### Argentina
Hlavní trenér:  José Pékerman
| Jméno               | Datum narození | Datum úmrtí | Klub                    |
| Brankáři            | Brankáři       | Brankáři    | Brankáři                |
| ------------------- | -------------- | ----------- | ----------------------- |
| Leo Franco          | 20.5.1977      |             | Atlético Madrid         |
| Germán Lux          | 7.6.1982       |             | CA River Plate          |
| Willy Caballero     | 28.9.1981      |             | Elche CF                |
| Obránci             |                |             |                         |
| Walter Samuel       | 22.3.1978      |             | Real Madrid             |
| Juan Pablo Sorín -  | 5.5.1976       |             | Villarreal CF           |
| Javier Zanetti      | 10.8.1973      |             | FC Inter Milán          |
| Gabriel Heinze      | 19.4.1978      |             | Manchester United FC    |
| Gonzalo Rodríguez   | 10.4.1984      |             | Villarreal CF           |
| Gabriel Milito      | 7.9.1980       |             | Real Zaragoza           |
| Diego Placente      | 24.4.1977      |             | Bayer 04 Leverkusen     |
| Fabricio Coloccini  | 22.1.1982      |             | Deportivo de La Coruña  |
| Martín Demichelis   | 20.12.1980     |             | FC Bayern Mnichov       |
| Záložníci           |                |             |                         |
| Esteban Cambiasso   | 18.8.1980      |             | FC Inter Milán          |
| Juan Román Riquelme | 24.6.1978      |             | Villarreal CF           |
| Pablo Aimar         | 3.11.1979      |             | Valencia CF             |
| Lucas Bernardi      | 27.9.1977      |             | AS Monaco FC            |
| Mario Santana       | 23.12.1981     |             | Palermo SSD             |
| Maxi Rodríguez      | 2.1.1981       |             | RCD Espanyol            |
| Luciano Galletti    | 9.4.1980       |             | Real Zaragoza           |
| Útočníci            |                |             |                         |
| Carlos Tévez        | 5.2.1984       |             | SC Corinthians Paulista |
| Javier Saviola      | 11.12.1981     |             | AS Monaco FC            |
| César Delgado       | 18.8.1981      |             | Cruz Azul               |
| Luciano Figueroa    | 19.5.1981      |             | Villarreal CF           |

### Austrálie
Hlavní trenér:  Frank Farina
| Jméno              | Datum narození | Datum úmrtí | Klub                     |
| Brankáři           | Brankáři       | Brankáři    | Brankáři                 |
| ------------------ | -------------- | ----------- | ------------------------ |
| Mark Schwarzer     | 6.10.1972      |             | Middlesbrough FC         |
| Michael Petkovic   | 16.7.1976      |             | Trabzonspor              |
| Željko Kalac       | 16.12.1972     |             | AC Perugia Calcio        |
| Obránci            |                |             |                          |
| Kevin Muscat       | 7.8.1973       |             | Millwall FC              |
| Craig Moore -      | 12.12.1975     |             | Borussia Mönchengladbach |
| Lucas Neill        | 9.3.1978       |             | Blackburn Rovers FC      |
| Tony Vidmar        | 4.7.1970       |             | Cardiff City FC          |
| Tony Popovic       | 4.7.1973       |             | Crystal Palace FC        |
| Simon Colosimo     | 8.1.1979       |             | Perth Glory FC           |
| Jonathan McKain    | 21.9.1982      |             | AS Progresul București   |
| Ljubo Milicevic    | 13.2.1981      |             | FC Thun                  |
| Záložníci          |                |             |                          |
| Brett Emerton      | 22.2.1979      |             | Blackburn Rovers FC      |
| Josip Skoko        | 10.12.1975     |             | Gençlerbirliği SK        |
| Tim Cahill         | 6.12.1979      |             | Everton FC               |
| Scott Chipperfield | 30.12.1975     |             | FC Basilej               |
| Luke Wilkshire     | 2.10.1981      |             | Bristol City FC          |
| Jason Culina       | 5.8.1980       |             | FC Twente                |
| Ahmad Elrich       | 30.5.1981      |             | Fulham FC                |
| Mile Sterjovski    | 27.5.1979      |             | FC Basilej               |
| Útočníci           |                |             |                          |
| Mark Viduka        | 9.10.1975      |             | Middlesbrough FC         |
| John Aloisi        | 5.2.1976       |             | CA Osasuna               |
| David Zdrilic      | 13.4.1974      |             | Sydney FC                |
| Archie Thompson    | 23.10.1978     |             | Lierse SK                |

### Německo
Hlavní trenér:  Jürgen Klinsmann
| Jméno                  | Datum narození | Datum úmrtí | Klub                 |
| Brankáři               | Brankáři       | Brankáři    | Brankáři             |
| ---------------------- | -------------- | ----------- | -------------------- |
| Oliver Kahn            | 15.6.1969      |             | FC Bayern Mnichov    |
| Jens Lehmann           | 10.11.1969     |             | Arsenal FC           |
| Timo Hildebrand        | 5.4.1979       |             | VfB Stuttgart        |
| Obránci                |                |             |                      |
| Andreas Hinkel         | 26.3.1982      |             | VfB Stuttgart        |
| Arne Friedrich         | 29.5.1979      |             | Hertha BSC           |
| Robert Huth            | 18.8.1984      |             | Chelsea FC           |
| Patrick Owomoyela      | 5.11.1979      |             | Arminia Bielefeld    |
| Per Mertesacker        | 29.9.1984      |             | Hannover 96          |
| Christian Schulz       | 1.4.1983       |             | Werder Brémy         |
| Záložníci              |                |             |                      |
| Marco Engelhardt       | 2.12.1980      |             | 1. FC Kaiserslautern |
| Bastian Schweinsteiger | 1.8.1984       |             | FC Bayern Mnichov    |
| Torsten Frings         | 22.11.1976     |             | FC Bayern Mnichov    |
| Sebastian Deisler      | 5.1.1980       |             | FC Bayern Mnichov    |
| Michael Ballack -      | 26.9.1976      |             | FC Bayern Mnichov    |
| Fabian Ernst           | 20.5.1979      |             | Werder Brémy         |
| Thomas Hitzlsperger    | 5.4.1982       |             | Aston Villa FC       |
| Tim Borowski           | 2.5.1980       |             | Werder Brémy         |
| Bernd Schneider        | 17.11.1973     |             | Bayer 04 Leverkusen  |
| Lukas Podolski         | 4.6.1985       |             | 1. FC Köln           |
| Útočníci               |                |             |                      |
| Mike Hanke             | 5.11.1983      |             | FC Schalke 04        |
| Thomas Brdarić         | 23.1.1975      |             | VfL Wolfsburg        |
| Gerald Asamoah         | 3.10.1978      |             | FC Schalke 04        |
| Kevin Kurányi          | 2.3.1982       |             | VfB Stuttgart        |

### Tunisko
Hlavní trenér:  Roger Lemerre
| Jméno              | Datum narození | Datum úmrtí | Klub                        |
| Brankáři           | Brankáři       | Brankáři    | Brankáři                    |
| ------------------ | -------------- | ----------- | --------------------------- |
| Alí Bumnídžal      | 13.4.1966      |             | Club Africain               |
| Chálid Fádil       | 29.9.1976      |             | Diyarbakırspor              |
| Hamdí Kasráví      | 18.2.1983      |             | Espérance Sportive de Tunis |
| Obránci            |                |             |                             |
| Karim Saídí        | 24.3.1983      |             | Feyenoord                   |
| Wisám Abdí         | 2.4.1979       |             | CS Sfaxien                  |
| Hatem Trabelsi -   | 18.8.1984      |             | AFC Ajax                    |
| Radhí Džaídí       | 30.8.1975      |             | Bolton Wanderers FC         |
| Anís Ajárí         | 16.2.1982      |             | Samsunspor                  |
| José Clayton       | 21.3.1974      |             | Espérance Sportive de Tunis |
| Amír Hadž Masúd    | 8.2.1981       |             | CS Sfaxien                  |
| Záložníci          |                |             |                             |
| Mehdí Naftí        | 28.11.1978     |             | Birmingham City FC          |
| Kajís Godbáne      | 7.1.1976       |             | Samsunspor                  |
| Džawhár Mnarí      | 8.11.1976      |             | Espérance Sportive de Tunis |
| Hamíd Namúči       | 14.2.1984      |             | Rangers FC                  |
| Adil Čedlí         | 16.9.1976      |             | FC Istres                   |
| Čúki bin Sáda      | 1.7.1984       |             | SC Bastia                   |
| Sálim bin Ačúr     | 8.9.1981       |             | Paris Saint-Germain FC      |
| Útočníci           |                |             |                             |
| Karim Esedírí      | 29.7.1979      |             | Tromsø IL                   |
| Zíad Džazírí       | 12.7.1978      |             | Gaziantepspor               |
| Imád Mhedhebí      | 22.3.1976      |             | Étoile Sportive du Sahel    |
| Hajkál Guemamdía   | 22.12.1981     |             | CS Sfaxien                  |
| Francileudo Santos | 20.3.1979      |             | FC Sochaux-Montbéliard      |
| Isám Džemá         | 28.1.1984      |             | Espérance Sportive de Tunis |

## Skupina B

### Brazílie
Hlavní trenér:  Carlos Alberto Parreira
| Jméno                | Datum narození | Datum úmrtí | Klub                          |
| Brankáři             | Brankáři       | Brankáři    | Brankáři                      |
| -------------------- | -------------- | ----------- | ----------------------------- |
| Dida                 | 7.10.1973      |             | AC Milán                      |
| Marcos               | 4.8.1973       |             | Sociedade Esportiva Palmeiras |
| Heurelho Gomes       | 15.2.1981      |             | PSV Eindhoven                 |
| Obránci              |                |             |                               |
| Maicon               | 26.7.1981      |             | AS Monaco FC                  |
| Lúcio                | 8.5.1978       |             | FC Bayern Mnichov             |
| Roque Júnior         | 31.8.1976      |             | Bayer 04 Leverkusen           |
| Gilberto             | 25.4.1976      |             | Hertha BSC                    |
| Cicinho              | 24.6.1980      |             | São Paulo FC                  |
| Juan                 | 1.2.1979       |             | Bayer 04 Leverkusen           |
| Luisão               | 13.2.1981      |             | Benfica Lisabon               |
| Léo                  | 6.7.1975       |             | Benfica Lisabon               |
| Záložníci            |                |             |                               |
| Emerson              | 4.4.1976       |             | Juventus FC                   |
| Kaká                 | 22.4.1982      |             | AC Milán                      |
| Ronaldinho -         | 21.3.1980      |             | FC Barcelona                  |
| Zé Roberto           | 6.7.1974       |             | FC Bayern Mnichov             |
| Gilberto Silva       | 7.10.1976      |             | Arsenal FC                    |
| Juninho Pernambucano | 30.1.1975      |             | Olympique Lyon                |
| Renato               | 15.5.1979      |             | Sevilla FC                    |
| Edu                  | 15.5.1978      |             | Arsenal FC                    |
| Útočníci             |                |             |                               |
| Robinho              | 25.1.1984      |             | Santos FC                     |
| Adriano              | 17.2.1982      |             | FC Inter Milán                |
| Júlio Baptista       | 1.10.1981      |             | Sevilla FC                    |
| Ricardo Oliveira     | 6.5.1980       |             | Real Betis                    |

### Řecko
Hlavní trenér:  Otto Rehhagel
| Jméno                   | Datum narození | Datum úmrtí | Klub                     |
| Brankáři                | Brankáři       | Brankáři    | Brankáři                 |
| ----------------------- | -------------- | ----------- | ------------------------ |
| Antonios Nikopolidis    | 14.1.1971      |             | Olympiakos Pireus        |
| Kostas Chalkias         | 30.5.1974      |             | Portsmouth FC            |
| Michalis Sifakis        | 11.9.1984      |             | OFI Kréta                |
| Obránci                 |                |             |                          |
| Giourkas Seitaridis     | 4.6.1981       |             | FC Porto                 |
| Loukas Vyntra           | 2.5.1981       |             | Panathinaikos Athény     |
| Stathis Tavlaridis      | 25.1.1980      |             | Lille OSC                |
| Sotirios Kyrgiakos      | 23.7.1979      |             | Rangers FC               |
| Takis Fyssas            | 12.6.1973      |             | Benfica Lisabon          |
| Giannis Goumas          | 24.5.1975      |             | Panathinaikos Athény     |
| Michalis Kapsis         | 18.10.1973     |             | FC Girondins de Bordeaux |
| Konstantinos Katsuranis | 21.6.1979      |             | AEK Athény               |
| Záložníci               |                |             |                          |
| Angelos Basinas         | 3.7.1976       |             | Panathinaikos Athény     |
| Theodoros Zagorakis -   | 27.10.1971     |             | Bologna FC 1909          |
| Vassilios Tsiartas      | 12.11.1972     |             | 1. FC Köln               |
| Pantelis Kafes          | 24.6.1978      |             | Olympiakos Pireus        |
| Jorgos Karagunis        | 6.3.1977       |             | FC Inter Milán           |
| Vassilis Lakis          | 10.9.1976      |             | Crystal Palace FC        |
| Útočníci                |                |             |                          |
| Stelios Giannakopoulos  | 12.7.1974      |             | Bolton Wanderers FC      |
| Angelos Charisteas      | 9.2.1980       |             | AFC Ajax                 |
| Dimitrios Papadopoulos  | 20.10.1981     |             | Panathinaikos Athény     |
| Zisis Vryzas            | 9.11.1973      |             | Celta de Vigo            |
| Ioannis Amanatidis      | 3.12.1981      |             | 1. FC Kaiserslautern     |
| Theofanis Gekas         | 23.5.1980      |             | Panathinaikos Athény     |

### Japonsko
Hlavní trenér:  Zico
| Jméno               | Datum narození | Datum úmrtí | Klub                    |
| Brankáři            | Brankáři       | Brankáři    | Brankáři                |
| ------------------- | -------------- | ----------- | ----------------------- |
| Seigó Narazaki      | 11.4.1976      |             | Nagoja Grampus          |
| Jóiči Doi           | 25.7.1973      |             | FC Tokio                |
| Jošikacu Kawaguči   | 15.8.1975      |             | Júbilo Iwata            |
| Obránci             |                |             |                         |
| Makoto Tanaka       | 8.8.1975       |             | Júbilo Iwata            |
| Takajuki Čano       | 23.11.1976     |             | JEF United Čiba         |
| Cunejasu Mijamoto - | 7.2.1977       |             | Gamba Ósaka             |
| Alessandro Santos   | 20.7.1977      |             | Urawa Red Diamonds      |
| Keisuke Cuboi       | 16.9.1979      |             | Urawa Red Diamonds      |
| Akira Kadži         | 13.1.1980      |             | FC Tokio                |
| Terujuki Moniwa     | 8.9.1981       |             | FC Tokio                |
| Záložníci           |                |             |                         |
| Jasuhito Endó       | 28.1.1980      |             | Gamba Ósaka             |
| Kódži Nakata        | 9.7.1979       |             | Olympique Marseille     |
| Hidetoši Nakata     | 22.1.1977      |             | ACF Fiorentina          |
| Micuo Ogasawara     | 5.4.1979       |             | Kašima Antlers          |
| Šunsuke Nakamura    | 24.6.1978      |             | Reggina 1914            |
| Takaši Fukuniši     | 1.9.1976       |             | Júbilo Iwata            |
| Acuhiro Miura       | 24.6.1974      |             | Vissel Kóbe             |
| Džun’iči Inamoto    | 18.9.1979      |             | West Bromwich Albion FC |
| Masaši Motojama     | 20.6.1979      |             | Kašima Antlers          |
| Útočníci            |                |             |                         |
| Keidži Tamada       | 11.4.1980      |             | Kašiwa Reysol           |
| Takajuki Suzuki     | 5.6.1976       |             | Kašima Antlers          |
| Acuši Janagisawa    | 27.5.1977      |             | ACR Messina             |
| Masaši Óguro        | 4.5.1980       |             | Gamba Ósaka             |

### Mexiko
Hlavní trenér:  Ricardo La Volpe
| Jméno                 | Datum narození | Datum úmrtí | Klub                      |
| Brankáři              | Brankáři       | Brankáři    | Brankáři                  |
| --------------------- | -------------- | ----------- | ------------------------- |
| Oswaldo Sánchez       | 21.9.1973      |             | CD Guadalajara            |
| Moisés Muñoz          | 1.2.1980       |             | CA Morelia                |
| José de Jesús Corona  | 26.1.1981      |             | Tecos FC                  |
| Obránci               |                |             |                           |
| Aarón Galindo         | 8.5.1982       |             | Cruz Azul                 |
| Carlos Salcido        | 2.4.1980       |             | CD Guadalajara            |
| Rafael Márquez -      | 13.2.1979      |             | FC Barcelona              |
| Ricardo Osorio        | 30.3.1980      |             | Cruz Azul                 |
| Hugo Sánchez Guerrero | 8.5.1981       |             | Tigres UANL               |
| Mario Méndez          | 1.6.1979       |             | Deportivo Toluca FC       |
| Salvador Carmona      | 22.8.1976      |             | Cruz Azul                 |
| Záložníci             |                |             |                           |
| Gerardo Torrado       | 30.4.1979      |             | Cruz Azul                 |
| Sinha                 | 23.5.1976      |             | Deportivo Toluca FC       |
| Pável Pardo           | 26.7.1976      |             | Club América              |
| Ramón Morales         | 10.10.1975     |             | CD Guadalajara            |
| Gonzalo Pineda        | 19.10.1982     |             | Club Universidad Nacional |
| Juan Pablo Rodríguez  | 7.8.1979       |             | Tecos FC                  |
| Jaime Lozano          | 29.9.1979      |             | Club Universidad Nacional |
| Luis Ernesto Pérez    | 12.1.1981      |             | CF Monterrey              |
| Útočníci              |                |             |                           |
| Jared Borgetti        | 14.8.1974      |             | CF Pachuca                |
| Omar Bravo            | 4.3.1980       |             | CD Guadalajara            |
| Rafael Márquez Lugo   | 2.11.1981      |             | CA Morelia                |
| Francisco Fonseca     | 2.10.1979      |             | Cruz Azul                 |
| Alberto Medina        | 29.5.1983      |             | CD Guadalajara            |